# دانييل ديفو
دانييل ديفو (بالإنجليزية: Daniel Defoe) (1660 - 24 أبريل 1731)، تاجر إنجليزي، وكاتب، وصحفي، ومؤلف كتيبات، من أشهر رواياته رواية روبنسون كروزو. عُرف عن ديفو أنه من أوائل المؤيدين للرواية، كما أنه ساعد في نشر النموذج البريطاني مع الآخرين كصموئيل ريتشاردسون، وهو من بين مؤسسي الرواية الإنجليزية. كان كاتبًا غزيرًا ومتنوعًا، أنتج أكثر من 300 كتاب، وكتيب، ومجلة في مختلف المجالات، بما فيها السياسة، والجريمة، الدينية، والزواج، وعلم النفس، والخارقة للطبيعة. وكان أيضًا من رواد الصحافة الاقتصادية.

## حياته
من المحتمل أن دانيال فوي (اسمه الأصلي) ولد في شارع فور في رعية القديس في جيلز كريبلجات في لندن. تاريخ ومكان ولادته غير مؤكدة، تقول بعض المصادر أنها بين عامي 1659-1662، و 1660 أكثرها احتمالا. وكان والده جيمس فوي بائع شحم وعضوا في شركة وورشيبفول للجزارة. شهد ديفو في بداية حياته بعض الأحداث الاستثنائية في التاريخ الإنجليزي: ففي عام 1665، قتل ما يزيد عن 70٬000 بسبب طاعون لندن العظيم، وفي العام الذي يليه، في حريق لندن الكبير لم يبقى في الحي الذي يقيم فيه إلا منزله ومنزلين آخرين. في 1667، أبحر سبعة من الأسطول الهولندي عبر نهر التمز حتى نهر ميدواي وهاجموا بلدة تشاتام في غارة على ميدواي. توفيت والدة ديفو واسمها آني وهو بالعاشرة من عمره.
تلقى ديفو تعليمه في قس مدرسة جيمس فيشر الداخلية في بيكسهام لين في دوركينغ، سري. وكان والداه منشقين مشيخيين، وعندما كان في سن 14 التحق بأكاديمية المعارضة في نوينغاتون غرين في لندن التي تديرها تشارلز مورتون، وكان من المؤمنين للحضور إلى كنيسة نوينغاتون غرين للموحدين. وخلال هذه الفترة، اضطهدت الحكومة الإنجليزية أولئك الذين اختاروا العبادة خارج كنيسة إنكلترا.

## مهنة التجارة
دخل ديفو عالم الأعمال تاجرًا عامًّا، عمل في صناعة الملابس، السلع الصوفية العامة، والنبيذ. كانت طموحاته كبيرة، وكان قادرا على شراء العقارات والسفن (كما أنه استخدم قطط الزباد لإنتاج العطور)، رغم أنه كان نادرا ما يتخلص من ديونه. في عام 1684 تزوج ديفو من ماري تفلي ابنة تاجر لندن، بمقابل مهر يقدر 3,700 جنيه استرليني - والتي تعتبر كبيرة بمقاييس اليوم. وقد سبب هذا الزواج إزعاجا له مع ديونه والصعوبات السياسية، لكنه استمر 50 عاما، وأنجبت له ثمانية من أطفال.
في عام 1685 انضم ديفو إلى ثورة مونموث المشؤومة ولكنه اكتسبت العفو ونجا من محكمة الجنايات الدموية للقاضي جورج جيفريز. في عام 1688 عندما توجت الملكة ماري وزوجها ويليام الثالث، أصبح ديفو أحد الحلفاء المقربين لويليام وعميلا سريا. أدت بعض السياسات الجديدة إلى الصراع مع فرنسا، وبالتالي الحقت أضرار في العلاقات التجارية المزدهرة لديفو، الذي قد فرض نفسه كتاجر. في عام 1692 ألقي القبض على ديفو بسبب ديون تقدر 700 جنيه (وصودرت قطط الزباد التي يمتلكها)، بالرغم من إن مجموع ديونه قد بلغت 17,000 جنيه.
بعد أن تم الإفراج عنه، سافر إلى أوروبا واسكتلندا،[بحاجة لمصدر] وكان يتاجر بالنبيذ في قادش، وبورتو ولشبونة. في عام 1695 عاد إلى إنجلترا، واستخدم اسم «ديفو» بشكل رسميا بمثابة «مفوض لضرائب الزجاج»، والمسؤول عن جمع ضرائب الزجاجات. في عام 1696 كان يدير مصنع البلاط والطوب في تيلبوري في إسكس، وعاش في أبرشية شادويل سانت ماري.

## الكتابة
أصبح مهتما بالسياسة وكتب عددا كبيرا من المقالات عن الأحزاب التي دعمها. في حياته، غير انتماءاته في السياسة في مناسبات كثيرة. كان ديفو ماهرا في علم الاقتصاد فكتب في 1698 منشورا ضمنه أراءه في دار المصارف وشركات النقل ومكاتب التأمين. أصدر أول رواياته عام 1719 وهي حياة ومغامرات روبنسون كروزو الغريبة المدهشة. وقد اعتبرت رواية روبنسون كروزو أول رواية حديثة في أدب إنجليزي لكونها تميزت عن كل ما سبقها بحبك متواصل تناول الأحداث والشخصيات بانتظام وتناسب. وتبع هذا الكتاب كتب أخرى بما فيها قبطان سنجلتون ومول فلاندرز.

## وفاته
في 1724 أشاد ديفو في مسقط رأسه منزلا فخما عاش فيه بقية أيام حياته وقد توفي في مورفيلد في 24 أبريل 1731.

## روابط خارجية
- دانييل ديفو على موقع IMDb (الإنجليزية)
- دانييل ديفو على موقع الموسوعة البريطانية (الإنجليزية)
- دانييل ديفو على موقع ألو سيني (الفرنسية)
- دانييل ديفو على موقع ميوزك برينز (الإنجليزية)
- دانييل ديفو على موقع أول موفي (الإنجليزية)
- دانييل ديفو على موقع قاعدة بيانات الأفلام السويدية (السويدية)
- دانييل ديفو على موقع إن إن دي بي (الإنجليزية)
- دانييل ديفو على موقع ديسكوغز (الإنجليزية)
- دانييل ديفو على موقع قاعدة بيانات الفيلم (الإنجليزية)